# Mina (1964)
Mina è il settimo album in studio della cantante italiana Mina, pubblicato dall'etichetta Ri-Fi nel maggio del 1964.

## Storia
È il primo album pubblicato con la nuova etichetta, la Ri-Fi, ed è composto prevalentemente da cover di classici americani e brasiliani (ma anche le uniche canzoni in italiano presenti, E se domani e Non illuderti, sono delle cover), è il primo album di Mina con tutti pezzi inediti incisi appositamente e non una raccolta di singoli, come i precedenti pubblicati con Italdisc.
Arrangiamenti, orchestra e direzione orchestrale di Augusto Martelli; regia artistica e supervisione tecnica di suo padre Giordano Bruno Martelli.
L'edizione su audiocassetta, stampata dalla Philips in tutta Europa nel 1967, s'intitola Many Faces of Mina.
Venne ristampato su CD nel 1997 a cura della RCA Italiana (catalogo 7321482602) e poi nel 2009 dalla Halidon su CD (SRCD 6293), LP in vinile da 180 grammi (SRLP 06) e Picture disc (SRLPD 11), questi ultimi a tiratura limitata. Nel 2011 è stato rimasterizzato ancora dalla Halidon su CD mantenendo lo stesso numero di catalogo.

## Accoglienza
Grazie soprattutto a E se domani viene eletto "migliore album dell'anno" dalla critica specializzata, riconoscimento che vale alla cantante l'Oscar del disco '64.
Nel 1965 è il sesto 33 giri più venduto in Italia. Al primo posto della stessa graduatoria c'è ancora Mina con Studio Uno.

## Brani
- The Nearness of You

Cover della versione originale di Gladys Swarthout, tratta dal film di Henry C. Potter Romance in the Dark del 1938, inclusa nella raccolta Mina canta Sinatra del 2007.
A marzo del 2001 compare su internet un documentario video (pubblicato a ottobre unicamente su DVD) intitolato Mina in studio, che ritrae la cantante al lavoro durante una sessione di registrazione nei suoi studi di Lugano dopo 23 anni di invisibilità mediatica. La canzone è tra i brani eseguiti.
A 20 anni dalla presentazione del video, viene pubblicato Mina in studio un doppio album in vinile che raccoglie tutti i brani realizzati durante quelle sessioni dal vivo.
Un'ulteriore versione si trova nell'album omaggio a Frank Sinatra L'allieva del 2005.
- Angels Eyes

Cover del brano di Herb Jeffries del 1951, come la canzone precedente si trova nella raccolta Mina canta Sinatra e, in nuova versione, nell'album L'allieva.
- Ninguém me ama

Il titolo riportato sulla copertina dell'album è quello di un brano originale in portoghese (testo di Antônio Maria Araújo de Morais), inciso in Brasile da Nora Ney nel 1952, MAI cantato da Mina.
Sul disco compare invece la corrispondente cover in spagnolo intitolata Nadie me ama (testo spagnolo: Manuel Salina), già incisa da Nat King Cole nel 1959.
Inoltre sull'etichetta del disco di Mina fra gli autori del pezzo è citato Gian Carlo Testoni, il cui nome tuttavia non figura in nessuna delle due edizioni originali.
- La barca

Cover del premiato pezzo del maestro messicano Roberto Cantoral García, cantato da Lucho Gatica nel 1958. Un'altra versione di Mina è sul citato DVD Mina in studio del 2001. Talvolta indicato anche con il titolo Corazon.
- Stella by Starlight

Il brano strumentale originale dell'autore Victor Young con la sua orchestra, fa parte della colonna sonora del film di Lewis Allen del 1944 La casa sulla scogliera (The Uninvited). Nel 1947, con il testo di Ned Washington, viene inciso su 78 giri da Frank Sinatra per la Columbia Records.
La cover di Mina si trova anche nella raccolta Mina canta Sinatra del 2007.
- Insensatez

Prima versione di João Gilberto nell'album eponimo del 1961.
Un video del brano (durata 3:09) cantato da Mina durante la seconda puntata della trasmissione televisiva Studio Uno (20 febbraio 1965) è presente nel DVD Gli anni Rai 1962-1965 Vol. 9, inserito in un cofanetto monografico pubblicato da Rai Trade e GSU nel 2008.
- E se domani

Questa versione è diversa da quella unica pubblicata nei singoli successivi, Un anno d'amore/E se domani a novembre del 1964 e Brava/E se domani del 1965.
- Non illuderti

Cover dell'originale inciso da Don Marino Barreto Junior con la sua orchestra su 78 giri nel 1957. Pubblicata senza variazioni nel singolo Lunedì 26 ottobre/Non illuderti del 1968.
- Sabor a mí

Brano dell'autore messicano Álvaro Carrillo Alarcón, incisa dallo stesso nel 1959. La cover di Mina in lingua originale castigliana è presente nelle discografie straniere della cantante, in particolare su EP in Spagna e Messico, oltre che nella raccolta argentina Mina, l'unica del 1965. Pezzo ripreso da Luis Miguel nell'album Romances del 1997.
- You Go to My Head

Del 1938 l'originale di Nan Wynn e la Teddy Wilson Orchestra. Inclusa nella raccolta Mina canta Sinatra nel 2007.
- Stars Fell on Alabama

Cover della canzone americana del 1934 di Guy Lombardo & The Royal Canadians, inserita anch'essa in Mina canta Sinatra.
- Everything Happens to Me

Altro brano originale di Frank Sinatra del 1954, incluso ancora nella raccolta Mina canta Sinatra. Pezzo particolarmente apprezzato da Mina che lo ripropone in diverse versioni, prima nel 1993 come brano di apertura dell'album doppio Lochness, poi nel 2012 in 12 (American Song Book).

## Tracce
Lato A
1. The Nearness of You – 2:38 (testo: Ned Washington – musica: Hoagy Carmichael; edizioni musicali Ariston)
2. Angel Eyes – 2:24 (testo: Earl Brent – musica: Matt Dennis; edizioni musicali Chappell)
3. Nadie me ama (Ninguém me ama) – 2:47 (testo: Manuel Salina – musica: Fernando de Castro Lobo; edizioni musicali Peersongs)
4. La barca – 3:09 (Roberto Cantoral; edizioni musicali Peersongs)
5. Stella by Starlight – 2:26 (testo: Ned Washington – musica: Victor Young; edizioni musicali Curci)
6. Insensatez – 2:37 (testo: Vinícius de Moraes – musica: Antônio Carlos Jobim; edizioni musicali Ariston)

Lato B
1. E se domani – 3:08 (testo: Giorgio Calabrese – musica: Carlo Alberto Rossi; edizioni musicali C.A. Rossi / Francis Day)
2. Non illuderti – 2:55 (testo: Michelino Rizza – musica: Berto Pisano; edizioni musicali Codevilla)
3. Sabor a mí – 3:01 (Álvaro Carrillo; edizioni musicali Peersongs)
4. You Go to My Head – 2:53 (testo: Haven Gillespie – musica: J. Fred Coots; edizioni musicali Chappell)
5. Stars Fell on Alabama – 3:16 (testo: Mitchell Parish – musica: Frank Perkins; edizioni musicali Francis Day)
6. Everything Happens to Me – 2:38 (testo: Tom Adair – musica: Matt Dennis; edizioni musicali Pickwick)

### Edizioni estere
Con la stessa copertina e il nome della cantante a caratteri cubitali colorati che copre il suo braccio nella fotografia, è stato stampato per il mercato brasiliano (Fermata FB 99, 1964). Con un collage di fotografie di album precedenti si presenta invece la copertina del disco venduto in Canada e intitolato Benvenuta in Canada - Mina We Love You! (Bravo LP 3020, 1964).
L'album, pubblicato in Spagna nel 1965 con la stessa copertina (Belter 12.049), oltre alla consuetudine di presentare tutti i titoli delle canzoni tradotti in lingua spagnola ancorché eseguiti in quella originale, ha anche una diversa disposizione e presenza dei brani:
- sono state inseriti El Crossfire e Mi hombre será, cantati in spagnolo;
- sono presenti Yo soy la que soy, Se que no es así e Ciutad solitaria, con titoli in spagnolo ma testi in italiano;
- è stato eliminato You Go to My Head.

Lato A
1. El Crossfire - inedito
2. Yo soy la que soy (Io sono quel che sono)
3. Stars Fell on Alabama
4. Nadie me ama
5. The Nearness of You
6. Se que no es así (So che non è così)
7. Angel Eyes
8. E se domani

Lato B
1. Stella by Starlight
2. Ciutad solitaria (Città vuota)
3. La barca
4. Insensatez
5. Mi hombre será (È l'uomo per me)
6. Non illuderti
7. Everything Happens to Me
8. Sabor a mí

- El Crossfire

Cover del singolo originale in inglese intitolato Crossfire! (testo di Kal Mann alias Kalman Cohen, musica di David Leon 'Dave' Appell), pubblicato a settembre 1963 dal quartetto vocale "The Orlons" negli USA.
Mina lo incide in spagnolo (testo di Augusto 'C. Mapel' Algueró) e lo pubblica soltanto su dischi destinati al mercato iberico.
La canzone (durata 2:22) compare infatti nella discografia dell'artista solo sull'Extended Play del 1964 El crossfire/Ciudad solitaria/Mi hombre será/Se que no es así (Belter 51.374), con altri brani cantati in spagnolo, e su questo album.
Sarà in seguito riproposta unicamente nella raccolta in Compact Disc Mina latina due, pubblicata in Italia nel 1999.